# (14627) Emilkowalski
Emilkowalski, también conocido como (14627) Emilkowalski es un asteroide de entre 7 y 10 km de diámetro situado en las regiones interiores del Cinturón de asteroides. Fue descubierto el 7 de noviembre de 1998 por el astrónomo americano Richard A. Kowalski desde Observatorio de Quail Hollow, en Zephyrhills (Florida). Fue nombrado por el padre del descubridor Emil Kowalski.

## Características físicas
El asteroide está situado en el Cinturón de asteroides y orbita el Sol a una distancia entre 2,2 y 3,0 UA una vez cada 4 años y 2 meses (1 532 días). Emilkowalski es el más grande miembro de un grupo colisional de asteroides, que resultó de la destrucción de un cuerpo original mucho mayor. Esta destrucción tuvo lugar aproximadamente hace 220.000 años y es una de las más recientes ocurridas en el Cinturón principal. Su órbita tiene una excentricidad de 0,15 y una inclinación de 18° con respecto a la eclíptica. La primera observación no usada de este asteroide del programa DSS del Observatorio Palomar data de 1953. El primer precoverys fue tomado en el Observatorio de Siding Spring en 1975, extendiendo el arco de la observación del asteroide por 23 años antes de su descubrimiento.
Entre enero y marzo de 2012, se hicieron observaciones fotométricas de este asteroide por un equipo liderado por Petr Pravec en el Observatorio de Ondřejov en la República Checa. Las tres curvas de luz rotacionales le dieron un período de rotación idéntico de 11,131 horas con una variación de brillo de 0,64 y 0,65 en magnitud respectivamente (Factores de calidad U=3/U=2+/U=3-)). Antes, durante el primer trimestre de 2008, se obtuvo una curva de una segunda curva de luz rotacional de observaciones obtenidas en el Observatorio de Simeiz y en la Estación de Observación Chuquew (código de observatorio (IAU) = 121) en Ucrania, así como en el Observatorio Astronómico Maidanak en Uzbekistán. También en este caso se obtuvo el valor de 11,131 horas para el periodo con una magnitud de 0,85, lo que implicaría que el asteroide tiene una forma alargada.
Según las exploraciones llevadas a cabo por el Wide-field Infrared Survey Explorer (WISE) de la Nasa y la subsecuente misión NEOWISE, el asteroide mide entre 7 y 7,1 kilómetros de diámetro y su superficie tiene un albedo respectivamente de 0,12 y 0,20. Sin embargo, el Collaborative Asteroid Lightcurve Link (CALL) asume un albedo para asteroides carbonosos de 0,057 y por lo tanto calcula un diámetro mayor de 10,6 km. Mientras que CALL le asigna un tipo espectral C, un estudio basado en el Panoramic Survey Telescope and Rapid Response System, Pan-STARRS, le asigna un tipo DL.

## Origen del nombre
El asteroide fue nombrado en honor del americano Emil Kowalski (1918 - 1994) de Syosset, Nueva York, padre del descubridor, por inspirarle el descubrimiento de la ciencia del espacio desde niño.  La cita de denominación se publicó el 4 de agosto de 2001 (M.P.C. 43192).